# Famille Lentulus
La famille Lentulus est une famille bourgeoise de Berne. Une branche de la famille porte le nom de von Lentulus dès 1814.

## Histoire
La famille possède la seigneurie de Corcelles-sur-Chavornay.

## Personnalités
Robert Scipion de Lentulus est membre du Grand Conseil de Berne dès 1745.